# Parksosaurus warrenae
Il parksosauro (Parksosaurus warrenae) è un piccolo dinosauro ornitischio, vissuto nel Cretaceo superiore (Maastrichtiano, circa 70 milioni di anni fa) in Nordamerica.

## Descrizione

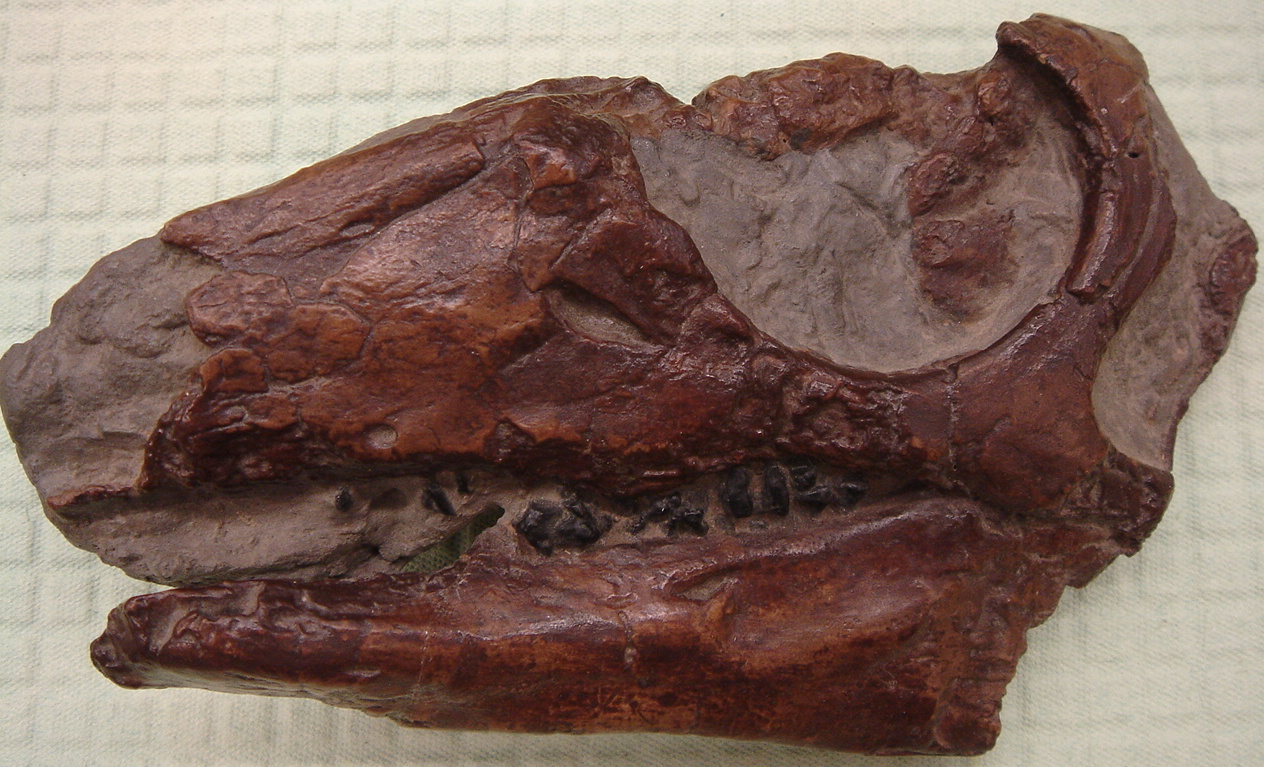
Cranio di Parksosaurus

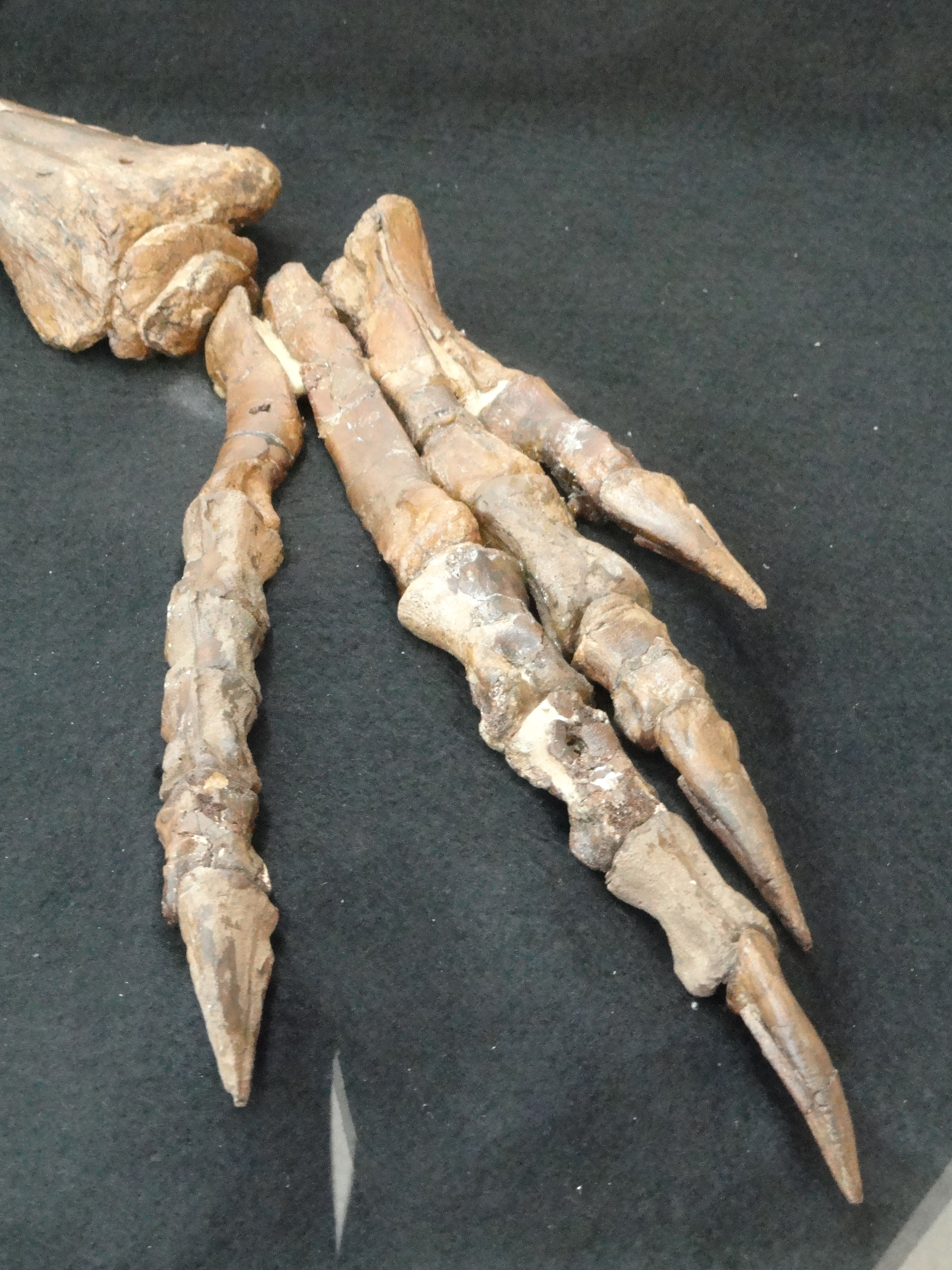
Arto

Questo animale, conosciuto grazie al ritrovamento di un teschio e di uno scheletro incompleto proveniente dall'Alberta, è stato classificato come appartenente al gruppo degli ornitopodi, i "dinosauri con i piedi da uccello". In particolare, al momento della sua descrizione avvenuta nel 1926, il parksosauro fu considerato solo una nuova specie del genere Thescelosaurus. Una decina di anni dopo, però, Charles Mortram Sternberg riconobbe nei resti un animale interamente differente da Thescelosaurus.
Il parksosauro, lungo poco più di 2,4 metri, è caratterizzato da un corpo snello, da zampe posteriori allungate e predisposte alla corsa ma soprattutto da una testa particolare dotata di grandi occhi (per questo motivo, alcuni paleontologi, pensano che il Parksosaurus fosse un animale notturno) e una coda irrigidita da tendini usata da contrappeso. Esso possiede denti smussati a forma di scalpello, venivano utilizzati per masticare foglie e frutti polposi. Uno strano osso, chiamato "suprascapula", posto esattamente al di sopra della scapola, è conservato nell'esemplare; le sue funzioni sono però ignote. Classificato solitamente nella "famiglia - calderone" degli ipsilofodontidi, il parksosauro è stato recentemente riavvicinato al tescelosauro, nella famiglia dei Thescelosauridae.